# Micrurus margaritiferus
Micrurus margaritiferus är en ormart som beskrevs av Roze 1967. Micrurus margaritiferus ingår i släktet korallormar, och familjen giftsnokar. Inga underarter finns listade i Catalogue of Life.
Arten förekommer i norra Peru vid Andernas östra sluttningar. Utbredningsområdet begränsas i syd av floden Río Morona och i öst av floden Río Santiago. Individer hittades i regioner som ligger 720 till 1000 meter över havet. Habitatet utgörs av fuktiga skogar. Honor lägger ägg.
För beståndet är inga hot kända. IUCN listar Micrurus margaritiferus som livskraftig (LC).